# 危地馬拉國徽
瓜地馬拉國徽為圓形。中間交叉著一雙步槍和一雙劍，上棲息著象徵自由的鳳尾綠咬鵑。前方的卷軸寫著該國獨立的日子，即1821年9月15日。整個圖案環以月桂枝條。根据政府的规定，只有当国徽出现在国旗上时，才可以不带盾牌。但没有盾牌的版本经常被用来违反这些规定。1968年9月12日，总统胡利奧·塞薩爾·門德斯·蒙特內哥羅的政府颁布法令，对国旗和国徽进行了进一步详细的规定，具体规定了盾牌上的元素、颜色，以及特定的蓝色色调。
1. ↑  . www.crwflags.com.   [25 May 2020]. （原始内容存档于2000-10-20）.
2. ↑  . Hoy en la Historia de Guatemala.   [25 May 2020]. （原始内容存档于2021-08-07） （欧洲西班牙语）.